# Alfonso de Borbón Sampedro
Alfonso de Borbón Sampedro (Leon Shafferman; 22 de octubre de 1932 – 10 de enero de 2012), conocido como El Conde, fue un excéntrico personaje suizoestadounidense que reclamaba ser el descendiente de la Familia Real Española y primer primo del Rey Juan Carlos. Borbón fue uno de los residentes más destacados de La Jolla, en San Diego, California, donde vivió décadas. Fue asesinado cuando un camión lo inmovilizó mientras estaba buscando entre la basura.

## Referentes

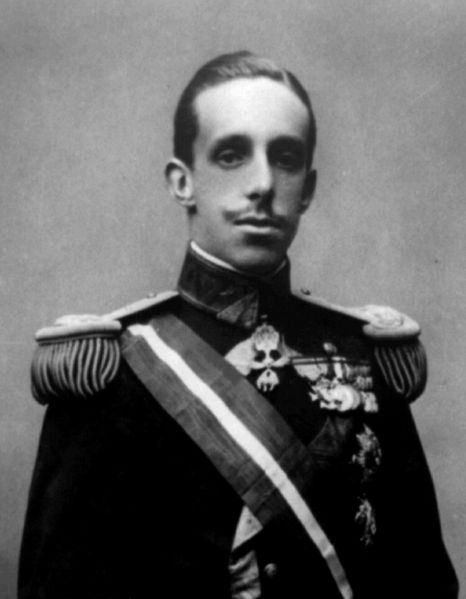
Rey Alfonso XIII en su juventud

Alfonso de Borbón nació con el nombre de Leon Shafferman en el sur de Suiza, pero cambio su nombre en 1968. Su familia venía de Egipto. Morris Shafferman, su padre, era excéntrico que cambio su nombre por el de Patrick Stewart. Burbon atribuyó su falta de dedos al congelamiento. En una entrevista con el historiador español José María Zavala, afirmaba haber nacido en Lausanne, Suiza, y se le dejó allí al cuidado de monjas católicas, que le informaron que era hijo extramarital de Alfonso Conde de Covadonga, y su primera mujer, Edelmira Sampedro y Robato. El Conde de Covadonga era el hijo mayor de Alfonso XIII de Borbón y Victoria Eugenia de Battenberg, y reclamaba el trono español bajo el título de Príncipe de Asturias hasta que renunció a sus derechos sucesorios. Borbón escribió un libro argumentando la línea sucesoria. Su parecido físico con el rey, el poliglotismo, los modales y la ceremoniosidad convencieron a muchos de sus conocidos de que era, de hecho, de procedencia real.
Bourbon afirmó haber aprendido español, inglés, francés, alemán e italiano mientras estaba en el colegio. Asimismo, dijo que había estudiado ciencias políticas en la  Universidad de París y la Universidad Heidelberg, y que había trabajado como intérprete en las Naciones Unidas en Nueva York. Explicó que su padre putativo había muerto en una accidente de coche en Florida en 1938, y que había vivido en París, Alemania, y Nueva York. En enero de 1969, The New York Times informó que Borbón pujó por la Perla Peregrina, que una vez perteneció a la familia real española: 

Un postor fallido fue el príncipe Alfonso de Borbón Asturias. En una entrevista posterior, dijo: "Había llamado por teléfono una oferta de $ 20,000. No pensé que iba a llegar a $ 37,000. Quería hacer un regalo de ella a la reina Victoria Eugenia de España, en homenaje a ella."

Bourbon fue superado por el actor Richard Burton, que la compró como regalo del 37.º aniversario de su esposa, Elizabeth Taylor. Los amigos de Borbón sus amigos afirmaron que la reina, que murió más tarde ese año, le dejó suficiente dinero para mantenerlo de por vida. Sin embargo, Borbón nunca reclamó ninguna herencia a la que hubiera tenido derecho como miembro de la familia real, y nunca contactó al rey Juan Carlos, su supuesto primo hermano.

## Vida en La Jolla
En 1975, Bourbon se trasladó de Nueva York a La Jolla. En seguida, se convirtió en uno de sus residentes más reconocidos del vecindario, Borbón fue unp de los invitados regulares en fiestas de recaudación de fondos para organizaciones cívicas y sociales, incluyendo el San Diego Opera. En la década de los 90, Borbón jugó un papel clave en el hermanamiento de San Diego y Alcalá de Henares. En 2010, donó un histórico mapa "The Spanish Heritage and Contribution to the American Independence 1512–1823" a la Universidad de California en San Diego en la celebración del Día de Colón y el Mes Nacional de la Herencia Hispana, en conmemoración de 50 aniversario de la institución. Fue embajador de la Navy League of the United States en 2011, y fue presidente de la Sociedad de Hermanamiento San Diego-Alcalá de Henares, e incluso hizo algunos viajes turísticos a Alcalá de Henares.
Borbón era conocido por su coqueteo. Mientras vivía en La Jolla, tuvo una relación con la socialité Magda Gabor, la mayor de las Hermanas Gabor. Aconsejado por sus hermanas, Gabor rechazó su propuesta de matrimonio. Afirmó haber estado casado una vez, pero que el matrimonio fue de corta duración.

## Muerte
En su vejez, Borbón a menudo le robaba comida y ropa a sus vecinos. Estaba buscando entre la basura cuando moriría a las seis de la tarde del 10 de enero de 2012; Un camión con remolque dio marcha atrás y lo atrapó entre un contenedor de basura y una pared del muelle de carga detrás de un mercado. El conductor no sabía que estaba allí. El empleado del mercado que identificó su cuerpo lo describió como "una parte colorida de La Jolla" y "un buen hombre". El servicio fue el 20 de enero en Mary Star of the Sea Catholic Church, San Pedro, California. El 21 de febrero de 2012 sus restos fueron incinerados y sus cenizas lanzadas al mar. La cremación y deposición de cenizas se retrasó porque los familiares más cercanos de Bourbon tuvieron que ser notificados, aunque nunca respondieron. El primo hermano de Bourbon, que vive en Miami, explicó que la familia de Bourbon cortó el contacto con él 50 años antes debido a su excentricidad.